# Hebestola nebulosa
Hebestola nebulosa là một loài bọ cánh cứng trong họ Cerambycidae.